# Anthropophagous 2000
Anthropophagous 2000 ist ein deutscher Amateurfilm des Regisseurs Andreas Schnaas aus dem Jahr 1999. Es handelt sich um eine Neuverfilmung des Films Man-Eater – Der Menschenfresser (Antropophagus) von Joe D’Amato aus dem Jahre 1980. Im Gegensatz zu Man-Eater – Der Menschenfresser  wurde der Horrorfilm in Deutschland nicht beschlagnahmt, sondern kam ungeschnitten auf VHS und DVD heraus. Die DVD-Veröffentlichung des Films ist jedoch seit 2009 indiziert.

## Handlung
In einer dunklen Höhle werden mehrere Leichen gefunden. Interpol-Agent Steven Bauers birgt inmitten der sterblichen Überreste ein mysteriöses Buch, in dem die jüngsten Ereignisse, die zur Ursache der Tragödie führten, detailliert beschrieben werden. Diese Ereignisse werden nachfolgend im Film als Rückblende dargestellt.
Industriemagnat Nikos Karamanlis gerät mit seiner Familie während eines Segeltörns in ein Unwetter, bei dem Tochter Vicky tödlich verletzt wird. Der Millionär und seine hochschwangere Frau retten sich in ein Beiboot, treiben darin tagelang auf dem offenen Meer umher, bis der Hunger schließlich unerträglich wird. Nicos beschließt, den leblosen Körper seiner Tochter zu verzehren. In einem darauffolgenden Streit tötet der Unternehmer versehentlich seine Frau, die die kannibalistischen Triebe ihres Gatten verhindern will. Nikos überlebt, verkommt aber in der Folge zu einem debilen Charakter. Der Kannibale erreicht irgendwann das Festland, wo er fortan seine Gier nach frischem Menschenfleisch auslebt und die ortsansässige Bevölkerung dahinrafft.
Eine Gruppe von Urlaubern reist derweil mit ihrem Wohnmobil ziellos durch die Toskana. Die illustre Reisegesellschaft kommt mit ihrem Fahrzeug an der Ortschaft Borgo San Lorenzo zum Erliegen. Sie beschließen, an Ort und Stelle eine Party zu feiern, ohne zu wissen, dass die Gegend nahezu menschenleer ist. Zudem treibt dort ein wahnsinniger Massenmörder sein Unwesen, der alle Bewohner tötet und verspeist. Die gestrandeten Urlauber werden alsbald von dem Monstrum angegriffen und dezimiert. Während sie der Reihe nach ihr Leben lassen, finden sie zeitlich versetzt Nikos Aufzeichnungen, in denen er ausgiebig von seiner unstillbaren Gier nach menschlichem Fleisch berichtet. Am Ende des Films gelingt es dem einzigen Überlebenden der Gruppe, Georg, die Bestie niederzustrecken.

## Rezensionen
Carsten Henkelmann rezensiert den Film für den Sense of View vernichtend als unterdurchschnittliche Amateurproduktion. Bemängelt werden vor allem schlechte Schauspieler, bescheuerte Dialoge und absolut stümpferhafte Effekte.
Positiver kommentiert Andreas Fecher: Obwohl die Story des Films aufgrund vieler Logikfehler nicht überzeugen kann hält er die technische Umsetzung und Kameraführung für gelungen, bemängelt wird der Ton.
Eine vom Blickwinkel des Splatterfans positive Besprechung liefert auch LM Campbell, dieser meint rekurrierend auf D’Amatos Original: Everyone remembers the infamous scene in the original Dawn Of The Dead where Tom Savini falls off of his bike and has his entrails spread out like an all-you-can-eat zombie buffet – now try to mentally digest 30 minutes of such insanity crammed into a ninety minute film.

## Weblink
- Anthropophagous 2000 bei IMDb